# ラ・ストラヴァガンツァ

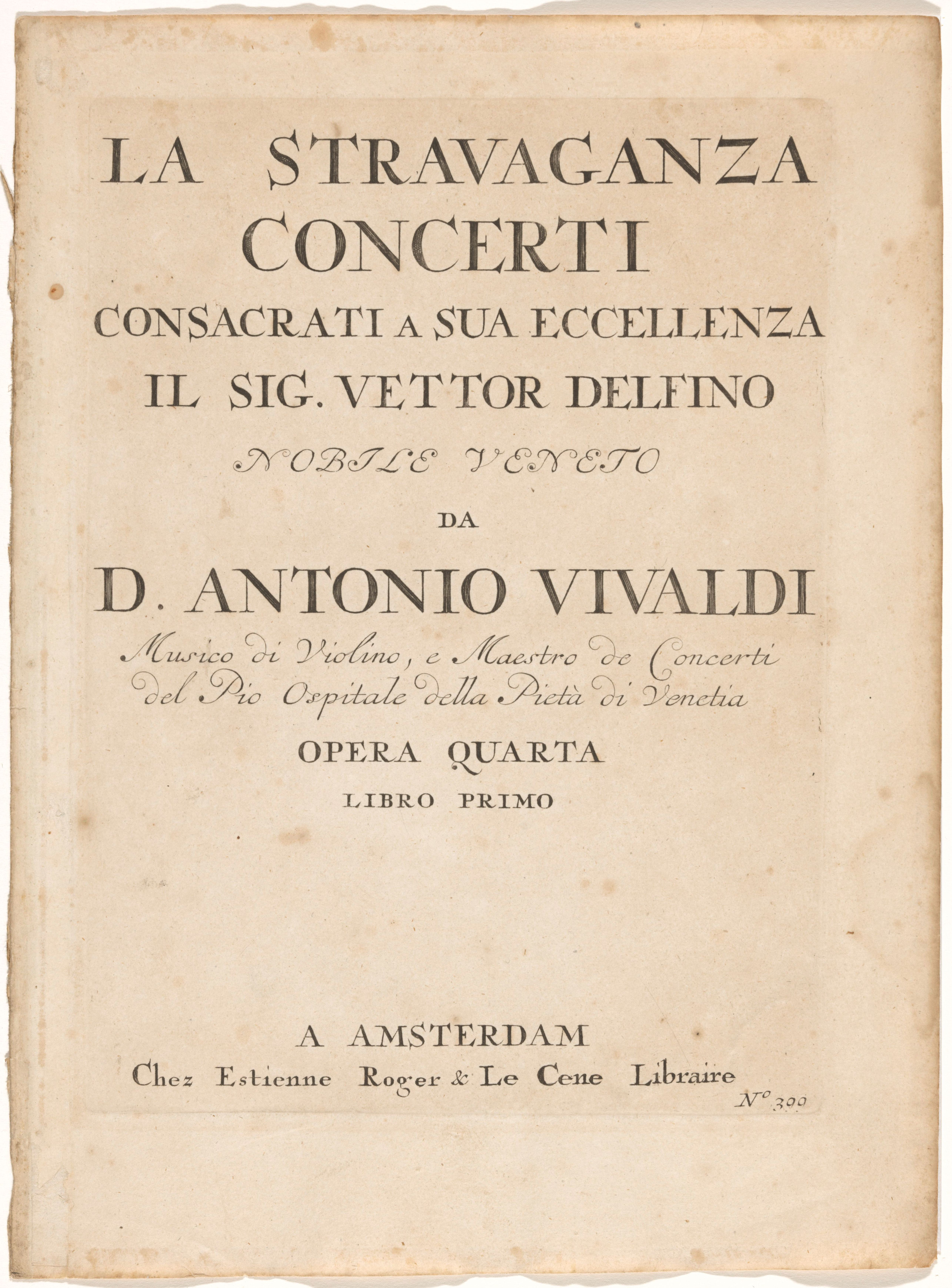
作品４〈ラ・ストラヴァガンツァ〉の表紙、ミシェル＝シャルル・ル・セーヌによる再販版

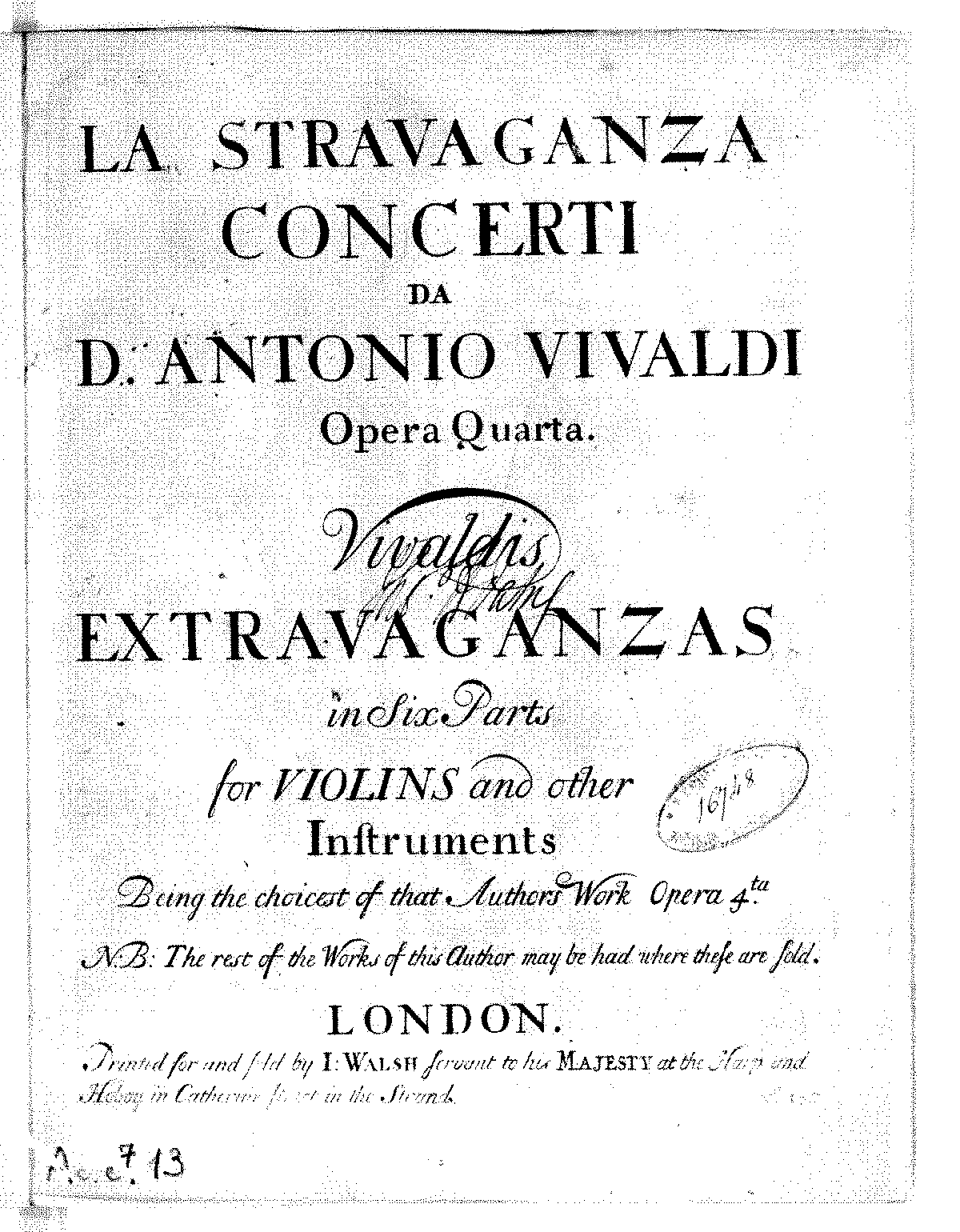
ウオルシュ版の表紙

『ラ・ストラヴァガンツァ』作品4（伊：La stravaganza, opera quarta）は、アントニオ・ヴィヴァルディが作曲した６曲組２巻、全12曲のヴァイオリン協奏曲集。1716年にアムステルダムの出版社エティエンヌ・ロジェから発行された。タイトルの「ストラヴァガンツァ」は「風変わりなこと」「突飛さ」「常軌を逸していること」などを意味する。
作品4は、作品3の『調和の霊感』に続いてロジェ社から出版された一連の協奏曲集である。これ以降に出版された作品5、作品6、作品7はロジェの娘ジャンヌが出版責任者を担っており、この作品がロジェ自身が出版したヴィヴァルディの最後の曲集となる。形式上はすべて独奏ヴァイオリン協奏曲だが、そのうち5曲は2つ目のヴァイオリンやチェロが独奏楽器を務めるものや、ほぼコンチェルト・グロッソと呼んでよいものも含まれている。出版作品はアムステルダムの出版社、エティエンヌ・ロジェが1715年の末か1716年初めに発行した1716年度版のカタログで初めて出版されたと推定されている。ただし出版前の楽譜が出版作品とは一部が異なる形で筆写譜として流通しており、J・S・バッハが編曲した2曲もそれにあたると考えられている。なお、ヴィヴァルディは弟子で行政司法官のヴィットール・デルフィーノに後援を頼んで出版した。曲集の献呈はデルフィーノになされている。
この曲集はイギリスでの人気が高かったと見られ、ロンドンの出版社ジョン・ウオルシュは1720年ごろ、アムステルダム版の1、2、4、9、11番に、元の版にはない1曲（RV291）を加えた6曲を収録した海賊版を「エクストラガヴァンツァス(Extragavanzas)」のタイトル（おそらくウオルシュによる造語）で発行し、以降何度か再販を行っている。またマンチェスター中央図書館所蔵の「アン・ドーソンズ・ブック(Anne Dawson's Book)」（1716年）と題された当時イギリスで有名だった作曲家（ヴィヴァルディ以外には、ヘンデル、ボノンチーニ、ブクステフーデなど）の作品を鍵盤楽器用に編曲した曲集には、ヴィヴァルディの作品3から4曲、作品4から8曲の12曲が鍵盤楽器用に編曲されて収録されている。

## 楽器編成
- 独奏ヴァイオリン
- ヴァイオリン2部、ヴィオラ、チェロ、コントラバス、通奏低音（チェンバロ、またはオルガン）

## 各曲

### 第1番変ロ長調RV 383a
第1番は同じ調性のヴァイオリン協奏曲（RV 383）の異稿（第2・第3楽章が異なる）が存在し、ヴァイオリン協奏曲（RV 381）と2つのヴァイオリンのための協奏曲（RV 528）と関連している楽曲である。なお、ヨハン・ゼバスティアン・バッハはこの協奏曲の異稿（RV 381）をチェンバロ用（BWV 980）に編曲している。演奏時間は約7分。
- 第1楽章：アレグロ
- 第2楽章：ラルゴ・エ・カンタービレ
- 第3楽章：アレグロ

### 第2番ホ短調RV 279
演奏時間は約12分。
- 第1楽章：アレグロ
- 第2楽章：ラルゴ
- 第3楽章：アレグロ

### 第3番ト長調RV 301
演奏時間は約12分。
- 第1楽章：アレグロ
- 第2楽章：ラルゴ
- 第3楽章：アレグロ

### 第4番イ短調RV 357
演奏時間は約10分。
- 第1楽章：アレグロ
- 第2楽章：グラーヴェ・エ・センプレ・ピアノ
- 第3楽章：アレグロ

### 第5番イ長調RV 347
演奏時間は約10分。
- 第1楽章：アレグロ
- 第2楽章：ラルゴ
- 第3楽章：アレグロ

### 第6番ト短調RV 316a
第2・第3楽章が異なる異稿（RV 316）があり、ヨハン・ゼバスティアン・バッハはその異稿をチェンバロ用（BWV 975）に編曲している。演奏時間は約10分。
- 第1楽章：アレグロ
- 第2楽章：ラルゴ
- 第3楽章：アレグロ

### 第7番ハ長調RV 185
曲集では数少ない緩-急-緩-急の4楽章制（教会ソナタ）をとり、構成はコンチェルト・グロッソに近い。演奏時間は約9分。
- 第1楽章：ラルゴ
- 第2楽章：アレグロ（モルト）
- 第3楽章：ラルゴ
- 第4楽章：アレグロ

### 第8番ニ短調RV 249
3楽章だが、全4楽章とされる場合もある。演奏時間は約8分。
- 第1楽章：アレグロ
- 第2楽章：アダージョ - プレスト - アダージョ
- 第3楽章：アレグロ

### 第9番ヘ長調RV 284
演奏時間は約8分。
- 第1楽章：アレグロ
- 第2楽章：ラルゴ
- 第3楽章：アレグロ

### 第10番ハ短調RV 196
演奏時間は約9分。
- 第1楽章：スピリトーソ
- 第2楽章：アダージョ
- 第3楽章：アレグロ

### 第11番ニ長調RV 204
演奏時間は約8分。
- 第1楽章：アレグロ
- 第2楽章：ラルゴ
- 第3楽章：アレグロ・アッサイ

### 第12番ト長調RV 298
演奏時間は約12分。
- 第1楽章：スピリトーソ・エ・ノン・プレスト
- 第2楽章：ラルゴ
- 第3楽章：アレグロ

## 記録
- Vivaldi: La Stravaganza (12 Violin Concertos, Op. 4), Zino Vinnikov (Violin & Music Director), Soloists' Ensemble of the St. Petersburg Philharmonic Orchestra, 9月 2014.[8][9][10]

## 参考資料
- 『作曲家別名曲解説ライブラリー21 ヴィヴァルディ』 音楽之友社,1995年
- M・トールバット著『BBCミュージック・ガイド1 ヴィヴァルディ』(上)(下)　為本章子 訳、東芝EMI音楽出版、1981年。ISBN 4-543-08021-1（上）ISBN 4-543-08046-7（下）
- マルク・パンシェルル『ヴィヴァルディ、作品と生涯』早川正昭・桂誠訳、音楽之友社、1970年。
- VIVALDI EDITION brilliantclassics.com